# Apodi (football)
Pour les articles homonymes, voir Apodi.
Apodi, de son vrai nom Luís Dialisson de Souza Alves, est un footballeur brésilien né le 3 décembre 1986. Il évolue au poste de latéral droit.

## Carrière
Le 10 juillet 2014, il rejoint le Sporting Club de Bastia.